# Deo Kanda
Déo Gracia Kanda Mukoko est un footballeur congolais (RDC) né le 11 août 1989 à Matadi.
Il évolue au poste d'ailier gauche a  Mtibwa sugar

## Biographie
Joueur très rapide et technique malgré ses 1,71 m, c'est l'un des plus grands espoirs congolais de sa génération.

### Daring Club Motema Pembe
Il commence sa carrière dans le club du Daring Club Motema Pembe avant de rejoindre le TP Mazembe.

### TP Mazembe
Le 13 novembre 2010, il inscrit le but de l'égalisation contre les tunisiens de l'Espérance de Tunis lors de la finale retour de la Ligue des champions de la CAF (score final 1-1).
Il a participé à la Coupe du monde des clubs de la FIFA 2009 puis a été finaliste de la Coupe du monde des clubs de la FIFA 2010.
Il participe avec l'équipe U23 aux éliminatoires de la CAF pour le Tournoi de football des Jeux Olympiques de Londres et aux éliminatoires des Jeux africains de 2011.

### Raja Casablanca
En 2013, il quitte le Tout Puissant Mazembe pour le Raja Casablanca.
Au Raja Casablanca, il a participé à la Coupe du monde des clubs de la FIFA 2013.

### AS Vita Club
En 2014, il signe à l'AS Vita Club.

### Retour au TP Mazembe
En 2015 il revient au Tout Puissant Mazembe.il joue son premier match contre le FC Saint Eloi Lupopo.

## Palmarès

### En club
TP Mazembe
- Supercoupe de la CAF
  - Vainqueur (1) : 2010.
- Championnat de RD Congo
  - Vainqueur (2) : 2011 et 2012
  - Finaliste (1) : 2010.
- Coupe du monde des clubs
  - Finaliste (1) : 2010

 Raja de Casablanca
- Coupe du Trône
  - Finaliste (1) : 2013
- Coupe du monde des clubs
  - Finaliste (1) : 2013

  AS Vita Club
- Ligue des champions
  - Finaliste (1) : 2014

 Simba SC
- Championnat de la Tanzanie
  - Vainqueur (2) : 2020, 2021
- Coupe de la Tanzanie
  - Vainqueur (2) : 2020, 2021
- Supercoupe de la Tanzanie
  - Vainqueur (1) : 2020
  - Finaliste (1) : 2021